# مسجد كامبونج سيلينغان
مسجد كامبونج سيلينغان يقع المسجد في منطقة كامبونج سيلينغان، والتي تبعد حوالي تسعة عشر كيلومتر من مدينة بانجر في بروناي .

## البناء
تم بناء مسجد كامبونج سيلينغان في عام 1978، على موقع أرض مساحتها 0:53 فدان، وتم الانتهاء من البناء في عام 1979 .

## الافتتاح
افتتح مسجد كامبونج سيلينغان رسميا من قبل حاجي إسماعيل بن عمر عبد العزيز مفتي بروناي دار السلام، وذلك في يوم الجمعة الموافق الرابع والعشرين من شهر محرم من عام 1400 هـ الموافق الرابع عشر من شهر ديسمبر من عام 1979 .

## استيعاب المسجد
تبلغ قدرة المسجد الاستيعابية حوالي 200 مصلي في وقت واحد.